# هایلایت (فیلم ۱۳۹۶)
هایلایت فیلمی ایرانی به کارگردانی و نویسندگی اصغر نعیمی و تهیه‌کنندگی ساسان سالور محصول سال ۱۳۹۶ است. پژمان بازغی، آزاده زارعی، سام قریبیان، مینا وحید، الهه حصاری، جمشید هاشم‌پور و نبی الله پیرهادی بازیگران فیلم هستند.
این فیلم اولین بار در سی و ششمین دوره جشنواره فیلم فجر به نمایش درآمد.

## داستان
زن و مردی در تصادفی سهمگین در جاده‌های شمالی کشور، به کما رفته‌اند و همسران آنها (با بازی آزاده زارعی و پژمان بازغی) از ارتباط بین همسرانشان با یکدیگر بی خبرند و نمی‌دانند چرا این دو باهم در یک ماشین بوده‌اند.

## بازیگران
- پژمان بازغی
- آزاده زارعی
- سام قریبیان
- مینا وحید
- الهه حصاری
- جمشید هاشم‌پور
- لیلی فرهادپور
- یزدان فتوحی
- شیوا طاهری